# Abraham Reisen

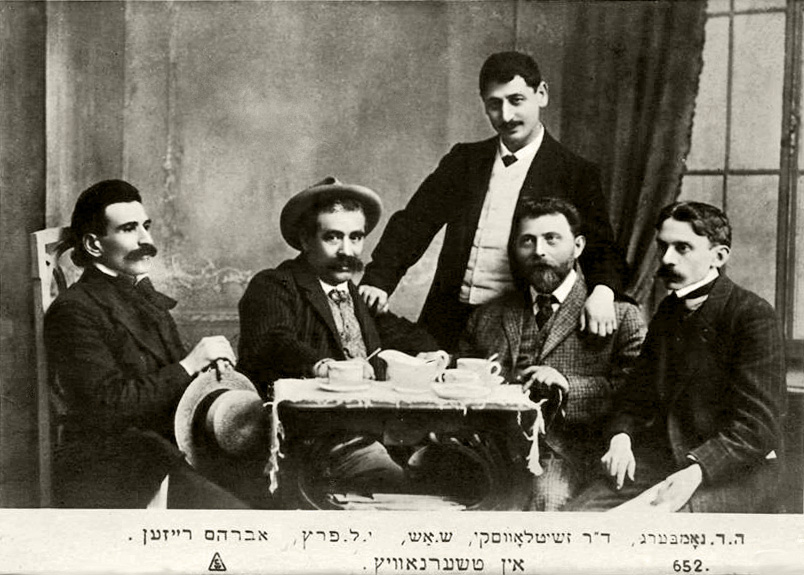
Abraham Reisen; Itzhok Lejb Perez; Schalom Asch; Chaim Zhitlovsky und Hirsch David Nomberg 1908 während der Czernowitz-Konferenz (von links)

Abraham (Awrom) Reisen (* 10. April 1876 in Koidanowo, Gouvernement Minsk, Russisches Kaiserreich; † 31. März 1953 in New York) war ein in zahlreiche Sprachen übersetzter jiddischer Schriftsteller und Publizist sowie Vorkämpfer des Jiddischen als Nationalsprache.

## Charakterisierung
Abraham Reisen war einer der bedeutendsten Vertreter der neuen jiddischen Literatur, schrieb volkstümlich-realistische, sozial orientierte Kurzgeschichten, in denen er mit viel Sympathie für den traurigen Alltag der armen jüdischen Bevölkerung die untergehende Welt des Stetls schildert, aber auch populäre, volksliedhafte Gedichte, Lieder, Humoresken, Feuilletons und mit Erfolg aufgeführte sowie auch verfilmte Einakter (z. B. Gute brider und Dem schadchnß tochter). Darüber hinaus übersetzte er Heinrich Heine, Lenau, Bialik, Perez, Korolenko, Tolstoi u. a. ins Jiddische.
Er lebte ab 1914 in Amerika, wurde der Heinrich Heine der jiddischen Sprache genannt. Er war der ältere Bruder von Salman Reisen und Sara Reisen.

## Leben
Abraham Reisen erhielt zunächst die traditionell-jüdische Erziehung, warf sich dann mit Energie auf das Studium des Französischen und der russischen Schriftsteller, stand in Briefkontakt zu Dinesohn und Perez und publizierte schon als Jugendlicher in dessen „Jüdischer Bibliothek“ wie auch in Mordechai Spektors „Hausfreund“.
Er war später Lehrer in verschiedenen Städten Litauens und leistete anschließend seinen vierjährigen Militärdienst ab. Ab 1899 war er in Warschau Mitarbeiter verschiedener jiddischer Zeitschriften, u. a. der „Jüdischen Welt“.
Nach Ausbruch des Russisch-Japanischen Krieges 1905 floh er nach Wien, wo er mit Nathan Birnbaum eng befreundet war und an dessen Werk großen Anteil nahm. 1905 gründete er in Krakau die kurzlebige Wochenschrift Doß jidische wort, die sich erstmals das Jiddische als Nationalsprache aufs Programm geheftet hat, was zu dieser Zeit heftigste Proteste in der jüdischen Welt auslöste. Er lebte dann, von Kurzaufenthalten in Warschau und Wilna abgesehen, einige Zeit in Berlin, um alsbald nach Krakau zurückzukehren.
Ende August 1908 nahm er an der jiddischen Sprachkonferenz in Czernowitz teil. In Warschau gründete er 1909 das Wochenblatt Di europeische literatur, worin er vor allem Übersetzungen von Werken der europäischen Literatur ins Jiddische herausbrachte, und war nach dem Eingehen auch dieses Blattes als Propagandist für das Jiddische in europäischen Städten im Rahmen von Vorträgen etc. unterwegs. Zuvor war er mehrmals auch in Amerika gewesen, ging dann 1911 nach New York und gab dort die illustrierte Wochenschrift Doß naje land heraus, die zum Kulminationspunkt einer nationaljüdisch-jiddischen Erneuerungsbewegung wurde.
Vor Kriegsausbruch hielt er sich in Paris auf und gründete dort das Najer shurnal, um dann wieder als nationaljüdischer Aktivist und gefragter Vortragsredner durch Europa zu reisen (Schweiz, Antwerpen, Kopenhagen, Brüssel). Nach Kriegsausbruch kehrte er in die USA zurück und ließ sich dort dauerhaft nieder.

Mosche Litwakow (rechts) mit Abraham Reisen (Moskau 1929)

Ende 1928 bereiste er als gefeierter Schriftsteller für längere Zeit Polen und Russland und fand in der dortigen Presse ein großes Echo; Schulen und Bibliotheken wurden nach ihm benannt, weitere Ehrungen wurden ihm zuteil.

## Weitere Werke (Auswahl)
- Doß zwanzikßte jorhundert (Hrsg., 1900)
- Zajtlider, 1901
- Derzejlungen un bilder, 1902
- Jahrbuch Progress (Hrsg., 1904)
- Episoden fun majn leben (6 Bände, 1929–1935)
- Gesammelte Schriften (12 Bände), 1917
- Naje schriftn, lider un derzejlungen (2 Bände), 1920
- Humoreßkn, 1920
- Najjidisch (Monatsschrift für Literatur und Kunst, als Hrsg., 1922–1923)
- Gesammelte Schriften (Neuausgabe in 24 Bänden), 1929 ff.

## Übersetzungen von Reisens Werken in andere Sprachen
Reisens Werke sind übersetzt
- ins Hebräische von Israel Schaf, Berschadski, Josef Chaim Brenner, Chaim Nachman Bialik,
- ins Russische von Schalom Asch, Hersh David Nomberg, David Pinski, Perez Hirschbein,
- ins Deutsche von Theodor Zlocisti, Berthold Feiwel, Abraham Koralnik, Armin Eidherr[1]
- ins Englische von Helene Frank, L. Lipski, M. Sirkin,
- ins Polnische von L. Herbst,
- ins Französische in Blumenfelds und Edmond Flegs Anthologien
- in das Spanische, Ungarische, Rumänische, Italienische, Dänische und Arabische